# Manovra di Jendrassik

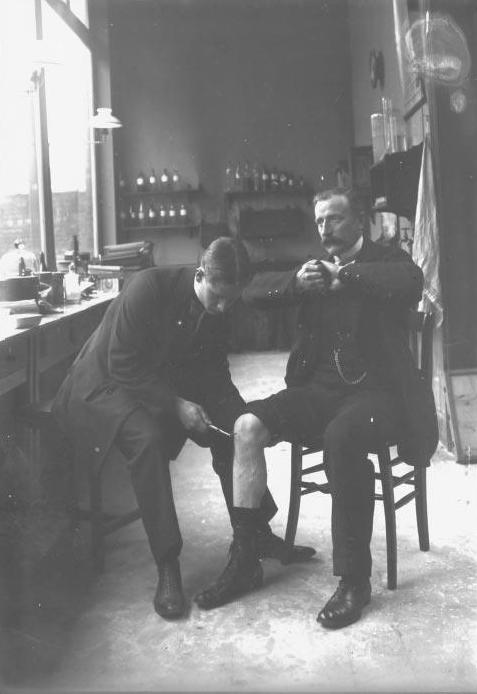
La manovra di Jendrassik per rinforzare il riflesso patellare.

La manovra di Jendrassik è una manovra medica in cui il paziente stringe i denti, flette le mani e intreccia le dita. Nel frattempo il tendine rotuleo del paziente viene quindi colpito con un martello riflesso per suscitare il riflesso rotuleo . La risposta suscitata viene confrontata con il risultato riflesso della stessa azione quando la manovra non è in uso. Spesso si osserverà una risposta riflessa più ampia quando il paziente è impegnato nella manovra: "Un riflesso debole o apparentemente mancante potrebbe essere innescato dall'attività afferente risultante da tale tensione muscolare. Questa è la vera spiegazione della manovra, non un diversivo dell'attenzione del paziente – un equivoco che viene sentito ancora oggi." Questo effetto fu osservato per la prima volta alla fine del XIX secolo dal medico ungherese Ernő Jendrassik, dal quale prese il nome.
La manovra è utilizzata per rinforzare la risposta di riflessi apparentemente ipoattivi.
Questa manovra è particolarmente utile in quanto, anche se il paziente è consapevole dello scopo della manovra, funziona perfettamente.
La manovra può essere utilizzata anche per distrarre i pazienti durante l'esecuzione di altri test o procedure e può essere utilizzata qualsiasi distrazione adeguata; per esempio quando si cerca il segno di Romberg .